# Ambillou-Château
Ambillou-Château – miejscowość i dawna gmina we Francji, w regionie Kraj Loary, w departamencie Maine i Loara. W 2013 roku jej populacja wynosiła 971 mieszkańców. 
W dniu 1 stycznia 2016 roku z połączenia trzech ówczesnych gmin – Ambillou-Château, Louerre orz Noyant-la-Plaine – utworzono nową gminę Tuffalun. Siedzibą gminy została miejscowość Ambillou-Château. 